# Largidae

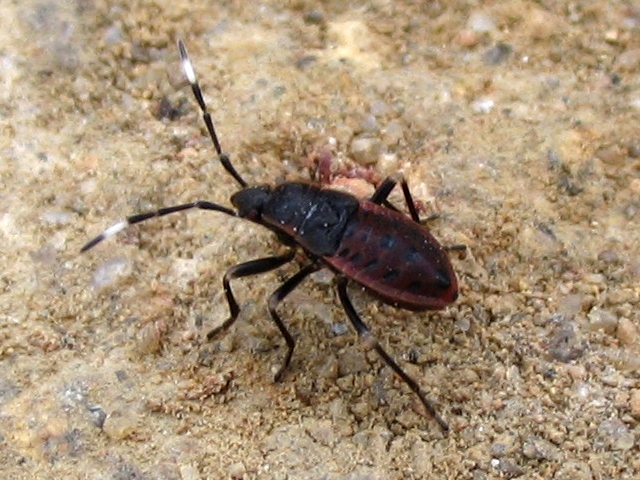
Nymphe von Physopelta gutta

Die Largidae sind eine Familie der Wanzen (Heteroptera) innerhalb der Teilordnung Pentatomomorpha. Von ihnen sind zumindest 106 Arten in etwa 13 Gattungen bekannt, andere Forscher zählen sogar 23 Gattungen und 220 Arten.

## Merkmale
Die Vertreter der Largidae sind mäßig kleine bis große Wanzen die bis zu 55 Millimeter lang werden, einen eiförmigen bis langgestreckten Körper haben und häufig lebhaft in Warnfarben gefärbt sind. Bis auf jene Arten, die das Aussehen von Ameisen imitieren, haben sie häufig ziemlich kurze Fühler und Beine. Zu den auffälligsten Arten zählen die Arten der Gattung Euryophthalmus, die gelb und schwarz oder rot und schwarz gefärbt sind und deren Nymphen davon komplett unterschiedlich metallisch blau gefärbt sind.
Punktaugen (Ocelli) fehlen den Tieren. Ihre Fühler und das Labium sind viergliedrig. Die Fühler sind unterhalb einer gedachten Linie durch die Facettenaugen eingelenkt. Die Membranen der Hemielytren haben basal Zellen mit sieben oder acht nach distal verlaufenden Flügeladern. Die Duftdrüsenöffnungen am Metathorax sind zurückgebildet. Am Hinterleib sind am dritten bis siebten Sternum Trichobothria ausgebildet, wobei auf den vorderen jeweils drei verstreut an den Seiten und auf dem siebten zwei vorhanden sind. Die Nähte der Sterna am Hinterleib sind manchmal verwachsen oder undeutlich erkennbar. Der Ovipositor der Weibchen ist zerschlitzt (laciniat), ihr siebtes Sternum ist mittig gespalten. Bei den Nymphen liegen die Duftdrüsenöffnungen am Hinterleib jeweils zwischen dem dritten bis sechsten Tergum, wobei die Öffnungen der ersten beiden Paare zurückgebildet sind.
Die fehlenden Punktaugen, die ansonsten nur bei den Feuerwanzen (Pyrrhocoridae) ebenfalls fehlen, die komplexe Flügeladerung und die häufig verwachsenen bzw. schlecht erkennbaren Nähte am Hinterleib sind charakteristisch für die Familie.

## Vorkommen
Die Familie tritt in allen Zoogeographischen Regionen auf, hat ihren Verbreitungsschwerpunkt jedoch in den Tropen und Subtropen. In der Paläarktis leben drei Gattungen im Osten. In der Westpaläarktis, inklusive Europa, kommt die Familie nicht vor.

## Lebensweise
Die Lebensweise der Largidae ist nur sehr schlecht erforscht. Man geht davon aus, dass alle Arten phytophag an Samen oder den Säften der Pflanzen saugen. Sie sind ähnlich den Bodenwanzen bodenbewohnend oder leben wie auch die Feuerwanzen an den vegetativen Teilen von Stauden, Sträuchern und Bäumen. Die Arten einer Reihe von Gattungen fällt nicht nur durch ihre auffällige Körperform, sondern auch durch ihre ungewöhnlichen Bewegungen auf. Thaumastaneis montandoni hat beispielsweise einen geschwollenen, ameisenähnlichen Kopf, einen basal stark eingeschnürten Hinterleib, zu kurzen Stummeln reduzierte Flügel und einen kräftigen Dorn, der jeweils seitlich hinten am Pronotum absteht. Weitere Gattungen, die Ameisen bzw. Ameisenwespen (Mutillidae) ähnlich sehen sind Arhaphe, Japetus oder Theraneis.

## Phylogenese, Taxonomie und Systematik
Die Largidae scheinen sich in der Kreidezeit aus den Pyrrhocoridea herausgebildet zu haben.
Charles Jean Baptiste Amyot & Jean Guillaume Audinet Serville beschrieben die Gruppe 1843 erstmals als Familie. Carl Stål stellte sie 1870 als Unterfamilie zu den Feuerwanzen. Dieser Ansicht folgten viele nachfolgende Autoren, bis China 1954 den Familienrang wieder herstellte, die Gruppe aber in die nahe Verwandtschaft der Bodenwanzen (Lygaeidae) stellte. Die Largidae gelten heute als nahe mit den Feuerwanzen verwandt, mit denen sie innerhalb der Überfamilie Pyrrhocoridea stehen.
Sie wird nach Schaefer (2000) in folgende Unterfamilien und Tribus unterteilt:
- Unterfamilie Larginae (Neue Welt)
  - Tribus Araphini
  - Tribus Largini
- Unterfamilie Physopeltinae (Alte Welt)

## Belege